# Lista Pim Fortuyn
A Lista Pim Fortuyn (em holandês: Lijst Pim Fortuyn, LPF) foi um partido político holandês com o nome do seu fundador, Pim Fortuyn, um ex-professor universitário e colunista político. O partido foi considerado populista de direita e nacionalista, além de aderir à sua própria ideologia distinta de Fortuynismo de acordo com alguns comentadores.
O LPF apoiou medidas mais duras contra a imigração e o crime, oposição ao multiculturalismo, maior reforma política, redução da burocracia estatal e endossou algumas posições eurocépticas, mas distanciou-se um pouco dos outros partidos de direita ou nacionalistas europeus, ao assumir uma posição liberal sobre questões sociais e buscar descrever a sua ideologia como pragmática e não populista.
Pim Fortuyn havia inicialmente planeado disputar as eleições de 2002 como líder do partido Leefbaar Nederland (LN). No entanto, ele foi demitido como líder do LN em fevereiro de 2002 devido a comentários polémicos que fez numa entrevista a um jornal sobre questões relacionadas à imigração, e por causa disso fundou o LPF alguns dias depois. Depois de ganhar apoio em pesquisas de opinião, Fortuyn foi assassinado no dia 6 de maio de 2002, nove dias antes da eleição. O partido manteve o seu apoio e tornou-se o segundo maior partido quando a contagem de votos terminou.
O LPF fez parte de um governo de coligação com o Apelo Democrata-Cristão (CDA) e o Partido Popular pela Liberdade e Democracia (VVD) como parte do primeiro governo de Balkenende, mas conflitos internos no LPF levaram à dissolução da coligação e eleições após alguns meses. Após as eleições de 2003, o partido ficou na oposição. Ficou claro que o partido não era viável sem o seu líder original e entrou em declínio até ser finalmente dissolvido em 2008.